# IC 3778
IC 3778 ist eine spiralförmige Radiogalaxie vom Hubble-Typ S im Sternbild Jagdhunde am Nordsternhimmel. Sie ist schätzungsweise 449 Millionen Lichtjahre von der Milchstraße entfernt und hat einen Durchmesser von etwa 55.000 Lichtjahren.

Im selben Himmelsareal befinden sich u. a. die Galaxien IC 3758, IC 3783, IC 3795, IC 3808.
Das Objekt wurde am 21. März 1903 von Max Wolf entdeckt.